# Max Alberti (Schauspieler)
Max Alberti (* 13. August 1982 in München) ist ein deutscher Schauspieler und Musiker. Er arbeitet auch als Model.

## Biografie
Alberti trat als Schauspieler zunächst in den ProSieben-Fernsehserien Die Abschlussklasse, Freunde – Das Leben beginnt und in der Fortsetzung Freunde – Das Leben geht weiter als Chris in Erscheinung. Außerdem wirkte er in der RTL-Serie Dr. Stefan Frank mit. 
2004 spielte er beim Südbayerischen Theaterfestival im Shakespeare-Stück Romeo und Julia die Rolle des Mercutio.
Von August 2008 bis Februar 2009 war er in der RTL-Serie 112 – Sie retten dein Leben in der Rolle als Notarzt Dr. Tom Wagner zu sehen. 2010 und 2013 hatte er jeweils eine Gastrolle bei Verbotene Liebe. Von September 2010 bis Juni 2011 spielte er die männliche Hauptrolle David von Arensberg in der ZDF-Telenovela Lena – Liebe meines Lebens. Von Juli 2016 (Folge 2487) bis Mai 2017 (Folge 2692) spielte Alberti als Adrian Lechner die männliche Hauptrolle in der zwölften Staffel der ARD-Telenovela Sturm der Liebe. Von Dezember 2017 (Folge 49) bis Oktober 2022 (Folge 167) spielte er als Dr. Frank Stern eine der Hauptrollen in der ZDF-Serie Bettys Diagnose.
Alberti wirkte auch in Werbespots mit, so unter anderem in einem Spot von Ferrero. Im Sommer 2007 war er im Rahmen einer Fernsehwerbekampagne von McDonald’s mit dem Titel Mediterannien und 2008 in einem Spot der Firma Maggi zu sehen. In der Fernsehwerbung von Knorr war er ebenfalls zu sehen. Auf Pro7/Sat1 bewarb Alberti die Internet-Community Lokalisten. Seit Herbst 2012 war er auch in verschiedenen Jägermeister-Werbespots zu sehen, des Weiteren 2018 im Sat1-DTM.Wroom-Werbefilm. Außerdem ist er einer der Markenbotschafter in der „#CraftYourWay-Kampagne“ des Modeversandhändlers Pikolinos (2018). Er nahm auch an der Sendung Das perfekte Dinner auf VOX teil.
Alberti ist Schlagzeuger der Band Jamaram, die er im Jahr 2000 zusammen mit Tom Lugo (Gesang) und Samuel Hopf (Gitarre) gegründet hat. Die Band ist hauptsächlich in der Reggae-Szene aktiv.

## Filmografie (Auswahl)
- 2001: Dr. Stefan Frank – Der Arzt, dem die Frauen vertrauen (Fernsehserie)
- 2003–2006: Die Abschlussklasse (Fernsehserie)
- 2003–2006: Freunde (Fernsehserie)
- 2008–2009: 112 – Sie retten dein Leben (Fernsehserie)
- 2009: Zivilstreife – Die City Cops (Serienpilot)
- 2010: Verbotene Liebe (Fernsehserie)
- 2010–2011: Lena – Liebe meines Lebens (Fernsehserie)
- 2011: Rosamunde Pilcher – Verlobt, Verliebt, Verwirrt (Fernsehreihe)
- 2013: Verbotene Liebe (Fernsehserie)
- 2014: Das Traumschiff: Mauritius (Fernsehreihe)
- 2014: Die Rosenheim-Cops – Ein Star, ein Bild, ein Mord (Fernsehserie)
- 2016–2017: Sturm der Liebe (Fernsehserie)
- 2017: Dieses bescheuerte Herz (Kinofilm)
- 2017–2022, 2023: Bettys Diagnose (Fernsehserie)
- 2023: Das Traumschiff: Bahamas (Fernsehreihe)
- 2023: Rosamunde Pilcher – Amys Wunschkind (Fernsehreihe)
- 2023: SOKO Köln (Fernsehserie, Folge Die Mischung macht's)
- 2023: Wilsberg (Fernsehreihe)
- 2025: Wilsberg: Mit allen Wassern gewaschen (Fernsehreihe)